# بنك البحر المتوسط للادخار
بنك البحر المتوسط للادخار (بالإسبانية: Caja de Ahorros del Mediterráneo)‏ بنك ادخار إسباني في أليكانتي، فالنسيا.

## التاريخ
تم إنشاء البنك نتيجة اندماج 29 مؤسسة مالية في مراحل مختلفة، يرجع أقدمها إلى عام 1875. اعتبارًا من 31 ديسمبر 2007، كان البنك رابع أكبر بنك ادخار إسباني من حيث قروض العملاء والودائع،  وثالث أكبر حصة في السوق وعدد المكاتب.
نشأ البنك في مقاطعتي أليكانتي ومورسيا، وقدم خدماته عبر إسبانيا من خلال شبكة تضم أكثر من 1100 مكتبًا و 7100 موظفًا يخدمون 3300000 عميل. تركزت أنشطة البنك بشكل أساسي على الخدمات المصرفية للأفراد والشركات الصغيرة والمتوسطة. كما قدم البنك خدمات مالية مثل التأمين وإدارة الأصول.
مثل بنوك التوفير الإسبانية الأخرى ، كان البنك عبارة عن مؤسسة اجتماعية غير ربحية. وفقًا لإحصاءات البنك، استفاد أكثر من 5100000 شخص من أنشطة الالتزام الاجتماعي بميزانية قدرها 60.1 مليون يورو لعام 2007.